# Subvertising
Subvertising (český ekvivalent zatím není znám) je anglický blending pro výrazy subversion (podvracení) a advertising (reklama). Znamená především (ilegální) parodování komerčních (někdy i politických) billboardů, pouličních bannerů a jiných forem outdoorové reklamy, které spočívá v umazávání, přepisování nebo doplňování slov nebo obrázků do stávajících sloganů a sdělení, tak, že upozorňují na různá „veřejná tajemství“ nebo obracejí zamýšlený efekt na potenciálního zákazníka proti samotné společnosti inzerující toto komerční sdělení.

## Vývoj subvertisingu
Počátky subvertisingu sahají až do 20. let 20. století, mluví se o podobnosti s některými vývojovými směry dadaismu. Ten ve větší míře používal fotomontáže a z toho důvodu byl většinou omezen na menší formáty. Dnešní typický subvertizing ve formě přepisování billboardů obnáší „sabotážní“ akce se štětci a barvami, popř. barevnými spreji, připravenými, z papíru vystřiženými písmeny, klíhem a žebříkem.

## Charakteristika subvertisingu
Pozměněný obsah sdělení ve většině případů vystupuje proti konzumerismu (bezuzdému konzumnímu způsobu života), mamonu největších nadnárodních korporací, drancování životního prostředí,  nekonzistenci mezi realitou a zprávami z hlavních médií, u plakátů politiků např. připomíná jejich minulé skandály, dotýká se třeba i medicínsko-farmaceutického komplexu apod. To vše, pokud možno, vtipným a výstižným způsobem.

## Subvertising a zákon
Subvertising je z právního hlediska nelegální, neboť majitel dané reklamní plochy nedal svolení pro manipulaci s jejich obsahem. Postihy jsou stejné jako například graffiti na nelegálních plochách. Na rozdíl od graffiti však subvertising potřebuje „hostitelskou“ plochu, kterou by mohl parodovat, a úpravy, které jsou provedeny na billboardech jsou většinou lehce odstranitelné v porovnání se znehodnocením omítky budov, které může jít do desetitisíců korun. U subvertisingu navíc mezi poškozené patří jak majitel dané plochy (poskytovatel reklamního prostoru), tak i inzerent. Opakovaným poškozováním konkrétní plochy nebo ploch v určité oblasti pro inzerenta klesá zájem zde inzerovat a majitel je nucen tuto skutečnost kompenzovat snížením ceny pronájmu. Ovšem, mezi radikálnější formy subvertisingu patří i strhávání samotných billboardů a v takovém případě hrozí vyšší sankce (obvinění z poškozování cizí věci, výtržnictví…).

## Jak je subvertising chápán
Subvertising je někdy označován jako antireklama nebo tzv. metoda détournementu, pro aktéry této činnosti je subvertising něčím víc – guerrillou proti marketingu nebo někdy dokonce (s určitou nadsázkou) „způsobem života“.
Subvertising je veřejností vnímán většinou negativně, až na úrovni vandalismu. Samotní aktéři se ale cítí být partyzány v boji proti komerci, lži a konzumu, ochotni riskovat sankce při dopadení.